# Eugenio Meloni
Eugenio Meloni (Cagliari, 28 agosto 1994) è un altista italiano, medaglia di bronzo agli Europei under 23 di Tallinn 2015.

## Biografia

### Gli inizi e i primi titoli italiani giovanili
Figlio d'arte con entrambi i genitori ex altisti (suo padre Andrea col primato personale di 2,15 m, ha detenuto il record sardo insieme ad Ivan Spini fino a che il figlio Eugenio l'ha migliorato agli assoluti di Bressanone 2012 e sua madre Tiziana Vecchio vanta un primato personale di 1,83 m), ha mosso i primi passi nell'atletica con la Nuova Atletica Sestu nella categoria Esordienti nel biennio 2003-2004 (titolo italiano ai campionati nazionali studenteschi), allenato da Gianni Lai; ha proseguito poi praticando anche il basket con la Scuola Basket Cagliari e l'Antonianum Quartu Sant'Elena.
Assente ai campionati italiani cadetti nel 2008, primo titolo italiano giovanile nell'edizione del 2009.

Dopo non essere stato convocato nel 2009 per i Giochi delle isole tenutisi a Palma di Maiorca nelle Isole Baleari (Spagna), vince poi entrambe le edizioni successive (le sue prime medaglie in una rassegna internazionale giovanile): a Ponta Delgada 2010 (vincendo con 2,06 m, prima volta di un suo primato personale stagionale oltre i due metri) nelle Isole Azzorre (Portogallo) ed a Palermo 2011 in Sicilia (Italia).
Nel 2010, bronzo ai nazionali allievi ed invece al coperto giunge in sesta posizione (col suo primato personale stagionale di 1,94 m) agli italiani allievi indoor.

Il 16 maggio del 2010 ad Oristano ha gareggiato contro Ivan Spini, ex detentore con suo padre Andre (e suo rivale) del record sardo, vincendo con la misura di 2,01 m e Spini terzo con 1,70 m.
Esordisce in Nazionale con la rappresentativa allievi in occasione dell'Incontro internazionale under 18 tra Francia, Italia e Slovenia a Chiuro (Italia), terminando al terzo posto.

Altre due presenze internazionali a livello giovanile nel 2010: quarta posizione ai Trials europei per i giochi olimpici giovanili a Mosca in Russia e quindicesimo posto alle Olimpiadi giovanili a Singapore nella città-stato asiatica.
Campione italiano allievi nel 2011, col nuovo personale di 2,10 m (assente invece ai campionati italiani allievi indoor).
Due le rassegne internazionali alle quali prende parte nello stesso anno: ai Mondiali allievi di Lilla in Francia non riesce a superare nessuna misura in fase di qualificazione; invece al Festival olimpico della gioventù europea in Turchia a Trebisonda finisce quarto.

### 2012-2015: la medaglia di bronzo agli Europei U23
Assente nel 2012 sia ai campionati italiani juniores indoor che ai Mondiali juniores in Spagna a Barcellona.

Partecipa invece per la prima volta agli assoluti in occasione di Bressanone 2012 giungendo sesto (portando il personale all'aperto a 2,16 m); agli italiani juniores oltre che nel salto in alto (quarto), gareggia anche sui 100 m hs (quinto).
2013, titolo italiano juniores indoor (realizzando il suo attuale primato personale al coperto di 2,15 m) e vicecampione all'aperto (stessa misura di 2,09 m del campione Andrea Gallina, ma superata con un salto nullo rispetto al percorso netto del vincitore); agli assoluti finisce sesto agli indoor e quinto all'aperto.
Secondo posto all'Incontro internazionale juniores indoor tra Italia, Francia e Germania svoltosi in Italia ad Ancona; partecipa agli Europei juniores in Italia a Rieti terminando in 10ª posizione.
Nel 2014 gareggia ai Giochi del Mediterraneo under 23 in Francia ad Aubagne, finendo al quinto posto.
In ambito nazionale, diventa vicecampione italiano promesse indoor e bronzo all'aperto; quinto e settimo posto agli assoluti indoor (eguaglia con 2,15 m il suo primato personale al coperto) ed outdoor. Inoltre è arrivato quarto ai nazionali universitari (studia antropologia all'Università degli Studi di Bologna, dopo essersi diplomato al Liceo Scientifico "Antonio Pacinotti" di Cagliari).
Nel luglio del 2015, presentandosi col 17º accredito tra gli altisti iscritti, vince la medaglia di bronzo agli Europei under 23 di Tallinn in Estonia, realizzando il suo nuovo attuale primato personale all'aperto di 2,21 m.
Quattro medaglie vinte in cinque finali disputate nei vari campionati italiani: oro agli italiani promesse all'aperto ed argento indoor; settimo posto agli assoluti al coperto e bronzo agli assoluti di Torino (sua prima medaglia ai campionati italiani assoluti). È stato anche medaglia di bronzo ai campionati nazionali universitari di Fidenza.
La sua attuale guida tecnica è Giuliano Corradi, "creatore" a Modena, in seno all'Associazione Sportiva La Fratellanza 1874, di una scuola di salto in alto di altissimo livello proprio dove si allena Eugenio Meloni.
Il 12 dicembre del 2015 è stato arruolato nel Centro Sportivo Carabinieri.
Il 6 febbraio del 2016 ha vinto ad Ancona il titolo italiano promesse indoor.

## Progressione

### Salto in alto
| Stagione | Misura | Luogo         | Data       | Rank. Mond. |
| -------- | ------ | ------------- | ---------- | ----------- |
| 2019     | 2,17 m | Brugnera      | 20-7-2019  |             |
| 2018     | 2,18 m | Nembro        | 5-7-2018   |             |
| 2017     | 2,21 m | Trieste       | 2-7-2017   |             |
| 2016     | 2,20 m | Modena        | 18-6-2016  |             |
| 2015     | 2,21 m | Tallinn       | 11-7-2015  |             |
| 2014     | 2,17 m | Cagliari      | 29-6-2014  |             |
| 2013     | 2,16 m | Milano        | 28-7-2013  |             |
| 2012     | 2,16 m | Bressanone    | 8-7-2012   |             |
| 2011     | 2,10 m | Rieti         | 2-10-2011  |             |
| 2010     | 2,06 m | Ponta Delgada | 29-5-2010  |             |
| 2009     | 1,97 m | Cagliari      | 25-10-2009 |             |

### Salto in alto indoor
| Stagione | Misura | Luogo    | Data      | Rank. Mond. |
| -------- | ------ | -------- | --------- | ----------- |
| 2019/20  | 2,05 m | Siena    | 29-2-2020 |             |
| 2018/19  | 2,10 m | Colonia  | 23-1-2019 |             |
| 2017/18  | 2,10 m | Parma    | 14-1-2018 |             |
| 2016/17  | 2,16 m | Ancona   | 19-2-2017 |             |
| 2015/16  | 2,15 m | Modena   | 23-1-2016 |             |
| 2014/15  | 2,14 m | Padova   | 14-2-2015 |             |
| 2013/14  | 2,15 m | Ancona   | 23-2-2014 |             |
| 2012/13  | 2,15 m | Ancona   | 23-2-2013 |             |
| 2010/11  | 1,95 m | Iglesias | 29-1-2011 |             |
| 2009/10  | 1,94 m | Ancona   | 13-2-2010 |             |

## Palmarès
| Anno | Manifestazione      | Sede      | Evento        | Risultato | Prestazione | Note   |
| ---- | ------------------- | --------- | ------------- | --------- | ----------- | ------ |
| 2010 | Olimpiadi giovanili | Singapore | Salto in alto | 15º       | 1,85 m      | [ 14 ] |
| 2011 | Mondiali allievi    | Lilla     | Salto in alto | nm (q)    | nm (q)      | [ 15 ] |
| 2013 | Europei juniores    | Rieti     | Salto in alto | 10º       | 2,10 m      | [ 16 ] |
| 2014 | Mediterranei U23    | Aubagne   | Salto in alto | 5º        | 2,05 m      | [ 17 ] |
| 2015 | Europei under 23    | Tallinn   | Salto in alto | Bronzo    | 2,21 m      | [ 18 ] |
| 2017 | Universiadi         | Taipei    | Salto in alto | 17º (q)   | 2,10 m      |        |
| 2019 | Universiadi         | Napoli    | Salto in alto | 16º (q)   | 2,10 m      |        |
| 2025 | Europei indoor      | Apeldoorn | Salto in alto | 9º (q)    | 2,18 m      |        |

## Campionati nazionali
- 1 volta campione nazionale promesse di salto in alto (2015)
- 1 volta campione nazionale promesse indoor di salto in alto (2016)
- 1 volta campione nazionale juniores indoor di salto in alto (2013)
- 1 volta campione nazionale allievi di salto in alto (2011)
- 1 volta campione nazionale cadetti di salto in alto (2009)

2009
- Oro ai campionati italiani cadetti (Desenzano del Garda), salto in alto - 1,94 m[19]

2010
- 6º ai campionati italiani allievi indoor (Ancona), salto in alto - 1,94 m[20]
- Bronzo ai campionati italiani allievi (Rieti), salto in alto - 2,02 m[21]

2011
- Oro ai campionati italiani allievi (Rieti), salto in alto - 2,10 m[22]

2012
- 5º ai campionati italiani juniores (Misano Adriatico), 100 m hs - 14"62[23]
- 4º ai campionati italiani juniores (Misano Adriatico), salto in alto - 2,06 m[24]
- 6º ai campionati italiani assoluti (Bressanone), salto in alto - 2,16 m[25]

2013
- 6º ai campionati italiani assoluti indoor (Ancona), salto in alto - 2,13 m[26]
- Oro ai campionati italiani juniores indoor (Ancona), salto in alto - 2,15 m[27]
- Argento ai campionati italiani juniores (Rieti), salto in alto - 2,09 m[28]
- 5º ai campionati italiani assoluti (Milano), salto in alto - 2,16 m[29]

2014
- Argento ai campionati italiani promesse indoor (Ancona), salto in alto - 2,12 m[30]
- 5º ai campionati italiani assoluti indoor (Ancona), salto in alto - 2,15 m[31]
- 4º ai campionati nazionali universitari (Milano), salto in alto - 2,05 m[32]
- Bronzo ai campionati italiani promesse (Torino), salto in alto - 2,09 m[33]
- 7º ai campionati italiani assoluti (Rovereto), salto in alto - 2,11 m[34]

2015
- Argento ai campionati italiani promesse indoor (Ancona), salto in alto - 2,12 m[35]
- 7º ai campionati italiani assoluti indoor (Padova), salto in alto - 2,12 m[36]
- Bronzo ai campionati nazionali universitari (Fidenza), salto in alto - 2,09 m[37]
- Oro ai campionati italiani promesse (Rieti), salto in alto - 2,14 m[38]
- Bronzo ai campionati italiani assoluti (Torino), salto in alto - 2,14 m[39]

2016
- Oro ai campionati italiani promesse indoor (Ancona), salto in alto - 2,08 m[40]

2020
- Bronzo ai campionati italiani assoluti, salto in alto - 2,16 m

2021
- Bronzo ai campionati italiani assoluti, salto in alto - 2,16 m

2022
- Bronzo ai campionati italiani assoluti indoor (Ancona), salto in alto - 2,12 m

2023
- 4º ai Campionati italiani assoluti indoor, (Ancona), Salto in alto - 2,15 m
- Bronzo ai campionati italiani assoluti (Molfetta), salto in alto - 2,18 m

2024
- Argento ai campionati italiani assoluti indoor, salto in alto - 2,20 m
- Bronzo ai campionati italiani assoluti (La Spezia), salto in alto - 2,15 m

2025
- 4º ai campionati italiani assoluti indoor, salto in alto - 2,19 m

## Altre competizioni internazionali
2010
- 4º ai Trials europei per i Giochi olimpici giovanili ( Mosca), salto in alto - 2,02 m[14]
- Oro ai Giochi delle isole ( Ponta Delgada), salto in alto - 2,06 m[41]

2011
- Oro ai Giochi delle isole ( Palermo), salto in alto - 2,03 m[7][42]
- 4º al Festival olimpico della gioventù europea ( Trebisonda), salto in alto - 2,04 m[43]